# 大谷光演
大谷 光演（おおたに こうえん、1875年（明治8年）2月27日 - 1943年（昭和18年）2月6日）は、明治から大正時代にかけての浄土真宗の僧、俳人、画家。法名は「彰如」（しょうにょ）。俳号は「句仏」。別号に愚峰。東本願寺第二十三代法主。真宗大谷派管長。伯爵。妻は、三条実美の三女・章子。長男は大谷光暢。

## 人物
大谷光瑩の二男として生まれる。母親は木下氏、童名は光養麿。幼少より病弱で、12歳のころ、病により片足が不自由となる。1900年まで南条文雄・村上専精・井上円了らについて修学。また幸野楳嶺や竹内栖鳳に日本画を学び、さらに正岡子規の影響を受け、『ホトトギス』誌にて河東碧梧桐、高浜虚子らに選評してもらい、彼らに傾倒して師と仰いだ。後に『ホトトギス』誌の影響から脱し独自の道を歩む。生涯に多くの俳句（約2万句）を残し、文化人としての才能を発揮、日本俳壇界に独自の境地を開いた。「句仏上人」（「句を以って仏徳を讃嘆す」の意）として親しまれる。
1901年、札幌には宗教系の学校が北星女学校しか無い事を知り、同地での仏教系女学校を思い立つが資金調達に難航し、開設するには至らなかった。1902年（明治35年）に北海道庁立札幌高等女学校が開設されたため、札幌初の非キリスト教系女学校の開設には至らなかったが、4年後の1906年（明治39年）4月に、札幌初の仏教系女学校である北海女学校の開校に漕ぎつけた。
かねてより負債問題で紛糾していた先代が脳病となったため引退し、財政立て直しのために光演が35歳で跡を継いだが、鉱山事業などで失敗して自己破産を申請し、1925年に引退して長男に管長を譲った。

## 年表
本山は「本願寺」が正式名称だが、「西本願寺」との区別の便宜上、「東本願寺」と表記。
- 1875年（明治8年）2月27日、 東本願寺第二十二代法主 現如の次男として誕生。
- 1885年（明治18年）、得度。
- 1900年（明治33年）5月仏骨奉迎正使としてタイを訪問
- 1901年（明治34年）真宗大谷派副管長
- 1906年（明治39年）札幌で仏教主義の女子学校として北海女学校を開校。
- 1908年（明治41年）11月、退隠した父・光瑩より第二十三代法主を継承し、真宗大谷派管長となる。
- 1911年（明治44年）、宗祖親鸞聖人六百五十回御遠忌法要を厳修。
- 1925年（大正14年）、朝鮮半島における鉱山事業の失敗から、東本願寺の財政を混乱させ引責・退隠し、長男の闡如に法主を譲る。
- 1943年（昭和18年）2月6日、68歳にて示寂。

## 句仏事件
光演（句仏）が父親から法主を受け継いだ1908年当時、普段の出費過剰に加えて、焼失講堂の再建費や北海道開拓事業費、明治政府への賦課金などで東本願寺は巨額の負債を抱えていた。光演は再建のため海外投資などを試みたが全て失敗し、債権者の返済要求により所有資産の限定相続宣告に追い込まれた。監督官庁である文部省が指導に入り、岡田良平文相の忠告で光演は管長職を諭旨退職することになり、本願寺住職も辞し、息子の大谷光暢に24 世を継職した。これに反発して、句仏上人擁護運動も展開されたが、1925年に大谷家相続財産の破産宣告が下され、1929年には光演の僧籍も削除された。光演を支持して抗議運動を展開した近角常観らも僧籍を剥奪されたが、1935年に僧籍復帰は認められた。

## 栄典
- 1912年（明治45年）7月1日 - 従四位[8]

## 著書
- 『句仏句集』読売新聞社、1959年。
- 『俳諧歳時記 新年』共著、改造社、1948年。
- 『我は我』書物展望社、1938年。
- 『夢の跡』政経書院、1935年。
- 『この大災に遇うて』中外出版、1923年。
- 『法悦の一境』内田疎天編広文堂、1920年。
- 安部自得編『句仏上人俳句頂戴鈔』、法藏館、1910年。
- 『自然のままに』真宗大谷派宗務所出版部、1992年。